# الممثل الخاص للأمين العام للصحراء الغربية
يُعين الممثل الخاص للأمين العام للصحراء الغربية (اختصارًا SRSG) بواسطة الأمين العام لقيادة بعثة الأمم المتحدة للاستفتاء في الصحراء الغربية (MINURSO).

## قائمة الممثلين الخاصين
| #  | الاسم                               | الميلاد-الوفاة | تولي المنصب    | مغادرة المنصب  | الدولة           |
| -- | ----------------------------------- | -------------- | -------------- | -------------- | ---------------- |
| 1  | هيكتور غروس إسبيل [الإنجليزية]      | 1926–2009      | 20 سبتمبر 1988 | 19 يناير 1990  | الأوروغواي       |
| 2  | يوهانس ج. مانز [الإنجليزية]         | 1939–          | 19 يناير 1990  | 20 ديسمبر 1991 | سويسرا           |
| 3  | صاحب زادة یعقوب خان                 | 1920–          | 23 مارس 1992   | 1995           | باكستان          |
| 4  | إريك جنسن [الإنجليزية] (تمثيل)      |                | أغسطس 1995     | فبراير 1998    | ماليزيا          |
| 5  | تشارلز فرانكلين دنبار               | 1937–          | فبراير 1998    | 31 مارس 1999   | الولايات المتحدة |
| 6  | روبن كينلوش [الإنجليزية] (تمثيل)    | 1937           | 1 أبريل 1999   | 18 مايو 1999   | المملكة المتحدة  |
| 7  | ويليام إيغلتون                      | 1926–2011      | 18 مايو 1999   | 1 ديسمبر 2001  | الولايات المتحدة |
| 8  | وليام ل. سوينغ [الإنجليزية]         | 1934–          | 1 ديسمبر 2001  | 1 يوليو 2003   | الولايات المتحدة |
| 9  | ألفارو دي سوتو                      | 1943–          | 7 أغسطس 2003   | 5 أغسطس 2005   | بيرو             |
| 10 | فرانشيسكو باستاغلي [الإنجليزية]     |                | 5 أغسطس 2005   | 31 أغسطس 2006  | إيطاليا          |
| 11 | جوليان هارستون [الإنجليزية]         | 1942–          | 5 فبراير 2007  | 12 أكتوبر 2009 | المملكة المتحدة  |
| 12 | هاني عبد العزيز [الإنجليزية]        | 1946–          | 12 أكتوبر 2009 | 15 يونيو 2012  | مصر              |
| 13 | فولفجانج فايسبرود ويبر [الإنجليزية] | 1955–          | 15 يونيو 2012  | 31 يوليو 2014  | ألمانيا          |
| 14 | كيم بولدوك [الإنجليزية]             | 1952–          | 31 يوليو 2014  | 22 نوفمبر 2017 | كندا             |
| 15 | كولن ستيوارت [الإنجليزية]           | 1961–          | 1 ديسمبر 2017  | 27 أغسطس 2021  | كندا             |
| 16 | ألكسندر إيفانكو                     |                | 27 أغسطس 2021  |                | روسيا            |